# Jøder i Norge
Jøder i Norge har en lang historie, og de er en af landets mindste etniske og religiøse minoriteter. Den største synagoge ligger i Oslo, og en mindre synagoge i Trondheim bliver ofte fejlagtigt hævdet at være verdens nordligste synagoge.

## Historie
Norges befolkning blev konverteret fra hedendom til kristendom over et tidsrum på over hundrede år, i perioder under tvang. Efter beslutning på tingene fra år 1000 og frem til 1030 blev kristendommen indført som statsreligion i Norge. Efterhånden blev alle ikke-kristne bandlyst fra Norge. Selv om beslutningerne var rettede mod hedninge, udelukkede de også jøder uden speciel tilladelse fra landet frem til 1851.
Selv om der antagelig var jødiske handelsmænd, sømænd og andre, som kom ind i Norge i løbet af de følgende århundrer, blev der aldrig gjort noget organiseret forsøg på at oprette et jødisk samfund. Fra 1300-tallet blev Norge styret af en kombination af norske, svenske og danske konger sammen med enten Sverige eller Danmark, og de grundlæggende retsprincipper blev i stor udstrækning styrede ved love og kongelige forordninger.
Den første kendte omtale af jøder i offentlige dokumenter er i forbindelse med adgangsberettigelse for de såkaldte iberiske eller portugisiske jøder (Sefardiske jøder) som var blevet fordrevne fra Spanien og Portugal i 1492 og 1497. Nogen af disse fik adgang til Norge gennem en speciel dispensation. Christian IV af Danmark-Norge gav jøder begrænsede rettigheder til at rejse i kongedømmet, og i 1641 blev askenasiske jøder givet tilsvarende rettigheder. Den ældste kilde til jøder i Norge er fra 5. januar 1683, da Moses Först, en jøde fra Altona, og hans tjener Levin Abraham fremviste deres pas i Stavanger.
Christian V afskaffede disse rettigheder i 1687 ved udtrykkeligt at nægte jøder adgang til Norge, såfremt de ikke fik en speciel dispensation. Jøder, som opholdt sig ulovligt i riget, blev fængslet og udvist. Dette forbud vedvarede frem til 1851.
I 17. maj 1814 blev Norges første demokratiske grundlov undertegnet. Denne grundlovs §2 indførte et forbud mod jøder, munkeordener og jesuitter i riget med følgende ordlyd:
"Den evangelisk-lutterske Religion forbliver Statens offentlige Religion. De Indvaanere, der bekjende sig til den, ere forpligtede til at opdrage sine Børn i samme. Jesuitter og Munkeordener maae ikke taales. Jøder ere fremdeles udelukkede fra Adgang til Riget."
Portugisiske jøder var undtagne fra dette forbud, men det var tilsyneladende meget få, som søgte om indrejsetilladelse. Da Norge mod slutningen af 1814 blev tvunget ind i en personalunion med Sverige, blev forbuddet mod jøder opretholdt, selv om der på dette tidspunkt allerede var flere etablerede jødiske samfund i Sverige.
4. november 1844 skete det en vis optøning, da justisdepartementet erklærede følgende i Departementstidende:
"...at det antager, at de saakaldte Portugis-Jøder maa uanseet Grundlovens § 2, være berettigede til at opholde sig her i Riget, hvilket ogsaa saa vidt vides, hidtil har været almindeligt antaget, ligesom det stedse har været forudsat i de underdanigste Foredrag, der have været afgivne angaaende Meddelelse af Leidebrev til Jøder."
Efter Henrik Wergelands utrættelige indsats for "jødesagen" ophævede Stortinget forbuddet mod jøder den 21. juli 1851. I september samme år fik jøderne også religionsfrihed på linje med "afvigende" kristne ved, at dissenterlovgivningen blev udvidet til også at omfatte jøder. Et af hovedargumenterne mod at fjerne jødeparagraffen var, at det ville forårsage masseindvandring af jøder. Det blev hævdet, at der lå en flåde med jødiske indvandrere klar til at sejle fra Göteborg så snart, paragraffen var ophævet. Dette viste sig at være skræmmepropaganda, og ingen jøder slog sig ned i landet året efter, at paragraffen var ophævet. I 1853 kom én, og 15 år efter boede der i alt 25 jøder i Norge.
I 1852 ankom de første jøder til landet for at bosætte sig, men det var ikke før end i 1892, at der var nok jøder til at oprette en synagoge i Oslo.
I 1930 var der registreret 1.359, som hørte til de jødiske trossamfund i Norge, de aller fleste af disse boede i Oslo.
Det jødiske samfund voksede langsomt frem til 2. verdenskrig og fik yderligere tilskud af flygtninge fra nationalsocialisterne i slutningen af 1930'erne.

### 2. verdenskrig
Ved udbruddet af 2. verdenskrig var antallet i overkant af 2.100. Af dette antal var 350 flygtninge fra det europæiske fastland. Omkring 290 var statsløse, som havde boet i Norge i mange år. I den første tid efter krigsudbruddet gik tyskerne forsigtigt frem. Livet gik stort set sin vante gang for jøderne men blev vanskeligere over tid. I begyndelsen af krigen flygtede en del nordmænd ad søvejen til Storbritannien, også nogle jøder. Efterhånden, som krigen skred frem, blev denne rute meget vanskelig at bruge, og efter det første år gik flugten stort set kun til Sverige.
I maj 1941 udgik der en skrivelse til landets politimestre om at indsamle alle radioapparater i jødiske hjem. Radioapparaterne blev forbudt for resten af befolkningen samme efterår. Besættelsesmagten begyndte på samme tid også at udarbejde lister over såvel jøder i hele landet som jødisk ejede virksomheder. Jødiske virksomheder blev efterhånden mærket med "Jüdisches Geschäft". Frem til sommeren 1941 var kun en halv snes jøder blevet deporteret til tyske lejre, mens på samme tidspunkt flere hundrede andre nordmænd var blevet deporteret. Aktionerne specifikt mod jøder var af den grund lidet synlige for de fleste indbyggere, og folk blev tillige udsat for tysk propaganda mod jøderne. I januar 1942 udgik der en besked til alle politimestre og lensmænd om, at pas for alle jøder i Norge skulle stemples med et J.
I marts 1942 blev jødeparagraffen genindført i grundloven. Mod slutningen af oktober blev en lov vedtaget, som tilsagde, at al ejendom, som tilhørte norske eller statsløse jøder, skulle beslaglægges til fordel for statskassen. Man oprettede "Likvidasjonsstyret" til at forestå dette.
Den 25. oktober 1942 udsendte statspolitichef Karl Marthinsen et iltelegram til alle politikamre i landet med følgende ordre:
"Alle mannlige personer over 15 år hvis legetimasjonskort er stemplet med J, skal arresteres uansett alder oppover [...] Arrestasjonene skal skje mandag den 26. oktober kl. 0600 ..."
Enkelte personer fik i løbet af 25. oktober varsel fra folk inden for politiet, og de begyndte straks at advare videre og rejse rundt for at advare folk, som ikke havde telefon. Resultatet var, at omkring 250 blev arresterede i Oslo og Sydnorge, hvilket var under halvdelen af de jøder, der var udstedt arrestordre for. Det skulle gå akkurat en måned, før en aktion blev iværksat for at arrestere alle kvinder og børn. Arrestationerne blev for det meste udførte af nordmænd.
Samme dag, som arrestationerne af kvinder og børn foregik, den 26. november, blev 532 personer i alderen 4 måneder til 81 år med magt ført om bord i fangeskibet DS Donau, som lå fortøjet på Vippetangen i Oslo. Skibet sejlede til Stettin, hvortil det ankom den 30. november. Fangerne blev lastet over på tog, som kørte til Auschwitz. Blot ni af fangerne blev genfundne i live, da krigen var ovre.
I bladet Hirdspeilet stod der i november 1942:
"Et av Hirdens gamle mål ble realisert i denne måned, idet den store arvefienden jøden no endelig er blitt fratatt myndigheten til fortsatt opphold i Norge. Deres formuer er beslaglagt til stor ve og ynk for våre motstandere. Til syvende og sist var det imidlertid våre penger menneskene formidlet, og no er det altså slutt for godt."
I december samme år skrev NS-bladet Kringsjå:
"Opprenskningene i den norske jødeverden skrider no sikkert framover. Alle mannlige jøder er forlengst på god veg til sitt fjerne, og foreløpige bestemmelsessted. De kvinnelige og barnlige avleggere går i disse dager samme veg. Samtidig avvikles alle jødeforetagender som ikke anses ønskelige i fortsatt drift. De jødiske formuer inndras videre etter hvert,"
Under krigen blev sygehuse i en del tilfælde et midlertidig tilflugtssted. Jøder blev fra tid til anden "indlagte" uden at være syge, hvilket i mange tilfælde købte dem nok tid til at undslippe til Sverige, da besættelsesmagten i lang tid lod sygehusindlagte jøder være i fred.
De jødiske flygtninge, som blev reddet, kom overvejende til Sverige, selv om enkelte også blev reddet over til Storbritannien. De blev hjulpet af modstandsfolk og andre civile norske kvinder og mænd, der i blandt også enkelte polititjenestemænd. Det kostede mange penge at drive disse flugtruter, så der blev almindeligvis krævet penge af flygtningene. Ekstra penge gik generelt til videre modstandsarbejde, og det var sjældent, at nogen blev afvist, selv om de ikke havde penge. Der blev brugt mange flugtruter, og kapaciteten på ruter med udgangspunkt i Oslo var i efteråret 1942 50-60 personer om ugen. Modstandsfolk var prioriterede, men det skete næsten aldrig, at jøder måtte vige til fordel for dem. Besættelsesmagten indførte i anden halvdel af 1942 dødsstraf for dem, som hjalp jøder med at flygte. Skibsførerne gik konstant i frygt for at blive arresteret, og de endte ofte selv som flygtninge. Enkelte fik problemer med nerverne efter at have sejlet blot en eller to grupper flygtninge over grænsen.
Selv om de fleste flugtruter bestod af transport med bil og tog og det sidste stykke til fods, var der også en del opfindsomme metoder, som blev brugt, så som transport over grænsen i plomberede jernbanevogne og hølæs.
I løbet af krigen blev 772 personer af jødisk afstamning deporterede - 34 af disse vides at have overlevet. Desuden mistede 22 jøder livet i Norge i samme tidsrum som følge af mord, henrettelser ved standretter og selvmord. Omkring 1.100 blev reddet - omkring 925 af dem til Sverige.

### Efterkrigstiden
Efter krigen, i 1946, var der 559 registrerede medlemmer i Det mosaiske trossamfunn.
I 1947 vedtog den norske regering at modtage 600 jødiske flygtninge, men de fleste af disse emigrerede til Israel eller andre lande i 1948. Ved en flyulykke i 1949 (Hurum-ulykken) omkom 27 jødiske børn, som var på vej til Norge og skulle videre til Israel. I 1956 kom atter en større gruppe i forbindelse med den sovjetiske invasion i Ungarn, og i 1967 kom en del polske jøder i forbindelse med antisemitiske udbrud der.

### Restitutionsprocessen efter 2. verdenskrig
For de hjemvendte jøder viste det sig at være meget vanskeligt at få de inddragne formuer og ejendomme tilbage. Først i marts 1996, næsten 51 år efter den tyske kapitulation, udnævnte justisdepartementet et udvalg "som skulle kartlegge hva som skjedde med jødenes eiendeler i Norge under den annen verdenskrig og oppgjøret etter krigen". I juni 1997 leverede udvalget en udredning, som var delt i to - en flertals- og en mindretalsudredning:
- Flertallet anslog, at det samlede tab efter nutidens (maj 1997) kronekurs beløb sig til 108,8 millioner kroner.
- Mindretallet anslog samlede tab til 330 millioner kroner (maj 1997 kronekurs)

Den 15. maj 1998 foreslog daværende statsminister Kjell Magne Bondevik en restitution på 450 millioner kroner, som inkluderede både et kollektivt og et individuelt erstatningskrav. Den 11. marts 1999 vedtog Stortinget den foreslåede restitution på 450 millioner kroner. Restitutionen var opdelt i en kollektiv del og en individuel del. Det kollektive godtgørelse var på 250 millioner kroner og blev fordelt på 3 områder:
1. 150 millioner kroner til de registrerede mosaiske trossamfund i Norge for at sikre jødisk kultur og fremtid i Norge.
2. 60 millioner kroner til støtte uden for Norges grænser til at mindes og at udvikle den tradition og kultur, som nazisterne ønskede at udrydde.
3. 40 millioner kroner til oprettelse og drift af et kompetencecenter for studier af holocaust og livssynsminoriteters stilling i Norge. Dette blev oprettet som Senter for studier av Holocaust og livssynsminoriteter.

Den individuelle godtgørelse blev estimeret til ikke at overstige 200 millioner kroner. Denne godtgørelse bestod af 200.000 kroner «til de personer som i Norge ble rammet av antijødiske tiltak, for eksempel i form av å ha fått sine eiendeler og sin formue inndratt av okkupasjonsmyndighetene, under den 2. verdenskrig.». Da fristen for at søge om individuel kompensation løb ud den 30. november 1999, var 980 personer blevet tildelt 200.000 kroner hver.

## Dagens jødiske samfund
I dag bor der antagelig mindst 1.500 jøder i Norge, overvejende i Oslo. Det findes også et mindre samfund med en egen synagoge i Trondheim. Desuden findes der et mindre antal jøder spredt rundt om i landet.
Der findes mindre grupper organiserede i Chabad Lubavitch of Norway  og Foreningen for Progressiv Jødedom i Norge (PJN).
Norske jøder anses for godt integrerede i det norske samfund.
Det er kendt, at det også er et antal jøder blandt de nyere indvandrere, både blandt fast bosatte og midlertidig bosatte, og at en del af disse ikke etablerer formel kontakt med nogen af de to synagoger. Det kan for eksempel dreje sig om amerikanere. Men en talmæssig bestemmelse af denne gruppe er så vidt vides ikke forsøgt (2008).

## Antisemitisme i Norge
Religiøs og etnisk tolerance regnes som stærke værdier i norsk samfundsliv, selv om der findes antisemitisme blandt mindre grupper. Ifølge en undersøgelse fra 2012 kan omkring 12,5 % af den norske befolkning karakteriseres som antisemitisk.
Synagogen i Oslo har også ved flere tilfælde blevet skændet, og i juli 2006 gik menigheden ud med en advarsel mod at bære kippa eller andre let genkendelige symboler af frygt for trakassering eller overfald. I august 2006 skrev Jostein Gaarder en kronik i Aftenposten, som fra enkelte hold blev kritiseret som antisemitisk for sit indhold og litterære form, mens han fik støtte fra andre.
Den 17. september 2006 blev synagogen i Oslo beskudt med automatvåben. Dette var blot nogen dage efter, at det blev kendt, at en muslimsk terroristgruppe fra Algeriet, GSPC, havde planlagt bombeaktioner i Oslo. Synagogen i Oslo er i dag under kontinuerlig overvågning og beskyttet med afspærringer.